# U-16-Fußball-Asienmeisterschaft 2018
Die 18. U-16-Fußball-Asienmeisterschaft (offiziell: 2018 AFC U-16 Championship) wurde vom 20. September bis zum 7. Oktober 2018 in Malaysia ausgetragen. Es traten 16 Mannschaften zunächst in der Gruppenphase in vier Gruppen und danach im K.-o.-System gegeneinander an. Das Turnier diente als asiatische Qualifikation für die U-17-Fußball-Weltmeisterschaft 2019 in Brasilien. Die besten vier Mannschaften qualifizierten sich dafür.
Japan gewann das Turnier durch einen 1:0-Sieg im Finale gegen Tadschikistan. Die beiden hatten sich im Halbfinale gegen Australien und Südkorea durchgesetzt. Titelverteidiger war der Irak, der in der Gruppenphase ausschied. Torschützenkönig wurde der Malaysier Luqman Hakim, der fünf Tore erzielte. Zum besten Spieler des Turniers wurde der Japaner Jun Nishikawa ernannt.

## Teilnehmer

### Qualifikation
Von den 47 Mitgliedsverbänden der AFC meldeten sich ursprünglich 46 zur Teilnahme an. Da sich Pakistan aber zurückzog, gab es nur 45 Teilnehmer. Die Auslosung der Gruppen fand am 21. April 2017 in Kuala Lumpur statt. Die Mannschaften wurden dabei nach ihrer geographischen Lage in die Westregion, bestehend aus West-, Zentral- und Südasien, und die Ostregion, bestehend aus Südost- und Ostasien, verteilt. Die Westregion setzte sich aus drei Gruppen mit je fünf und zwei Gruppen mit je vier Mannschaften und die Ostregion aus zwei Gruppen mit je fünf und drei Gruppen mit je vier Mannschaften zusammen.
Die Gruppen wurden vom 16. bis zum 29. September 2017 als Miniturniere ausgetragen, bei denen je einer der Teilnehmer als Gastgeber einer Gruppe fungierte. Einzige Ausnahme war Gruppe J, die im neutralen Indonesien ausgespielt wurde. Jede Mannschaft spielte einmal gegen jede andere ihrer Gruppe. Die zehn Gruppensieger und die sechs besten Zweitplatzierten qualifizierten sich für die Endrunde. Der Gastgeber aus Malaysia nahm ebenfalls an der Qualifikation teil, war aber automatisch für die Endrunde gesetzt.
Japan konnte sich zum insgesamt 15. Mal für die Endrunde qualifizieren und blieb damit Rekordteilnehmer. Dicht dahinter folgten der Nachbar Südkorea mit 14 sowie mit jeweils 11 Teilnahmen der Iran, Nordkorea und Thailand. Für Indonesien, Tadschikistan und Jordanien war es die erste Teilnahme nach 2010 und für Afghanistan war es sogar die erste Teilnahme überhaupt. Auf der anderen Seite überstanden mit Saudi-Arabien, Usbekistan, den Vereinigten Arabischen Emiraten sowie Kirgisistan vier Teilnehmer von 2016 die Qualifikation nicht.

### Auslosung
Die Gruppenauslosung fand am 26. April 2018 in der malaysischen Hauptstadt Kuala Lumpur statt. Die Mannschaften wurden entsprechend ihren Platzierungen bei der letzten Austragung im September 2016 auf vier Lostöpfe verteilt und in vier Gruppen mit jeweils vier Mannschaften gelost. Gastgeber Malaysia war bereits als Gruppenkopf der Gruppe A gesetzt.
- Lostopf 1: Malaysia, Irak, Iran, Nordkorea
- Lostopf 2: Japan, Oman, Vietnam, Südkorea
- Lostopf 3: Jemen, Indien, Thailand, Australien
- Lostopf 4: Tadschikistan, Jordanien, Afghanistan, Indonesien

Die Auslosung ergab folgende Gruppeneinteilung:
| Gruppe A      | Gruppe B  | Gruppe C   | Gruppe D    |
| ------------- | --------- | ---------- | ----------- |
| Malaysia      | Nordkorea | Iran       | Irak        |
| Japan         | Oman      | Vietnam    | Südkorea    |
| Thailand      | Jemen     | Indien     | Australien  |
| Tadschikistan | Jordanien | Indonesien | Afghanistan |

### Kader
Jede Mannschaft bestand mindestens aus 18 und höchstens aus 23 Spielern, von denen mindestens drei Torhüter sein mussten. Teilnahmeberechtigt waren Spieler, die am oder nach dem 1. Januar 2002 geboren wurden. Da die U-16-Asienmeisterschaft außerhalb des FIFA-Terminkalenders für internationale Spiele stattfand, waren die Vereine nicht verpflichtet ihre Spieler für das Turnier freizustellen.

## Spielorte
Bei der Bekanntmachung des genauen Spielplans im Mai 2018 wurden von der AFC die zwei Städte Kuala Lumpur und Petaling Jaya als Spielorte genannt, die beide im malaysischen Bundesstaat Selangor lagen. Die drei Stadien in den zwei Städten wurden ebenfalls benannt. Im Nationalstadion Bukit Jalil fand sowohl das Eröffnungs- als auch das Endspiel statt.
Das größte Stadion war das Nationalstadion mit einer Kapazität von über 87.000 Zuschauern, das kleinste Stadion hingegen, das UM Arena Stadium auf dem Campus der Universität Malaya, bot Platz für runde 1.000 Zuschauer.
| Kuala Lumpur                                  | Kuala Lumpur                      | Petaling Jaya                           |
| --------------------------------------------- | --------------------------------- | --------------------------------------- |
| Nationalstadion Bukit Jalil Kapazität: 87.411 | UM Arena Stadium Kapazität: 1.000 | Petaling Jaya Stadium Kapazität: 25.000 |
| Nationalstadion Bukit Jalil                   |                                   | Petaling Jaya Stadium                   |

## Gruppenphase
Die Gruppensieger und -zweiten qualifizierten sich für das Viertelfinale, die Dritt- und Viertplatzierten schieden aus dem Wettbewerb aus. Bei Punktgleichheit zweier oder mehrerer Mannschaften wurde die Platzierung durch folgende Kriterien ermittelt:
1. Anzahl Punkte im direkten Vergleich
2. Tordifferenz im direkten Vergleich
3. Anzahl Tore im direkten Vergleich
4. Wenn nach der Anwendung der Kriterien 1 bis 3 immer noch mehrere Mannschaften denselben Tabellenplatz belegten, wurden die Kriterien 1 bis 3 erneut angewendet, jedoch ausschließlich auf die Direktbegegnungen der betreffenden Mannschaften. Sollte auch dies zu keiner definitiven Platzierung führen, wurden die Kriterien 5 bis 9 angewendet.
5. Tordifferenz aus allen Gruppenspielen
6. Anzahl Tore in allen Gruppenspielen
7. Wenn es nur um zwei Mannschaften ging und diese beiden auf dem Platz stehen, kam es zwischen diesen zu einem Elfmeterschießen.
8. Niedrigere Anzahl Punkte durch Gelbe und Rote Karten (Gelbe Karte 1 Punkt, Gelb-Rote und Rote Karte 3 Punkte, Gelbe Karte auf die eine direkte Rote Karte folgt 4 Punkte)
9. Losziehung

### Gruppe A
| Pl. | Land          | Sp. | S | U | N | Tore    | Diff. | Punkte |
| --- | ------------- | --- | - | - | - | ------- | ----- | ------ |
| 1.  | Japan         | 3   | 2 | 1 | 0 | 007:200 | +5    | 07     |
| 2.  | Tadschikistan | 3   | 1 | 1 | 1 | 004:700 | −3    | 04     |
| 3.  | Thailand      | 3   | 1 | 0 | 2 | 007:900 | −2    | 03     |
| 4.  | Malaysia      | 3   | 1 | 0 | 2 | 008:800 | ±0    | 03     |

| 20. September 2018, 16:30 Uhr (10:30 Uhr MESZ) in Kuala Lumpur (Jalil) |   |               |           |
| Malaysia                                                               | – | Tadschikistan | 6:2 (3:0) |
| 20. September 2018, 20:45 Uhr (14:45 Uhr MESZ) in Kuala Lumpur (Arena) |   |               |           |
| Japan                                                                  | – | Thailand      | 5:2 (4:2) |
| 23. September 2018, 16:30 Uhr (10:30 Uhr MESZ) in Kuala Lumpur (Jalil) |   |               |           |
| Thailand                                                               | – | Malaysia      | 4:2 (2:1) |
| 23. September 2018, 20:45 Uhr (14:45 Uhr MESZ) in Kuala Lumpur (Arena) |   |               |           |
| Tadschikistan                                                          | – | Japan         | 0:0       |
| 27. September 2018, 11:00 Uhr (5:00 Uhr MESZ) in Kuala Lumpur (Jalil)  |   |               |           |
| Malaysia                                                               | – | Japan         | 0:2 (0:1) |
| 27. September 2018, 11:00 Uhr (5:00 Uhr MESZ) in Kuala Lumpur (Arena)  |   |               |           |
| Thailand                                                               | – | Tadschikistan | 1:2 (0:1) |

### Gruppe B
| Pl. | Land      | Sp. | S | U | N | Tore    | Diff. | Punkte |
| --- | --------- | --- | - | - | - | ------- | ----- | ------ |
| 1.  | Nordkorea | 3   | 2 | 1 | 0 | 006:300 | +3    | 07     |
| 2.  | Oman      | 3   | 1 | 1 | 1 | 005:500 | ±0    | 04     |
| 3.  | Jemen     | 3   | 1 | 0 | 2 | 005:400 | +1    | 03     |
| 4.  | Jordanien | 3   | 0 | 2 | 1 | 005:900 | −4    | 02     |

| 21. September 2018, 16:30 Uhr (10:30 Uhr MESZ) in Petaling Jaya        |   |           |           |
| Oman                                                                   | – | Jemen     | 2:0 (2:0) |
| 21. September 2018, 20:45 Uhr (14:45 Uhr MESZ) in Petaling Jaya        |   |           |           |
| Nordkorea                                                              | – | Jordanien | 2:2 (2:1) |
| 24. September 2018, 16:30 Uhr (10:30 Uhr MESZ) in Petaling Jaya        |   |           |           |
| Jordanien                                                              | – | Oman      | 2:2 (0:0) |
| 24. September 2018, 20:45 Uhr (14:45 Uhr MESZ) in Petaling Jaya        |   |           |           |
| Jemen                                                                  | – | Nordkorea | 0:1 (0:1) |
| 27. September 2018, 16:30 Uhr (10:30 Uhr MESZ) in Petaling Jaya        |   |           |           |
| Nordkorea                                                              | – | Oman      | 3:1 (3:0) |
| 27. September 2018, 16:30 Uhr (10:30 Uhr MESZ) in Kuala Lumpur (Jalil) |   |           |           |
| Jemen                                                                  | – | Jordanien | 5:1 (4:0) |

### Gruppe C
| Pl. | Land       | Sp. | S | U | N | Tore    | Diff. | Punkte |
| --- | ---------- | --- | - | - | - | ------- | ----- | ------ |
| 1.  | Indonesien | 3   | 1 | 2 | 0 | 003:100 | +2    | 05     |
| 2.  | Indien     | 3   | 1 | 2 | 0 | 001:000 | +1    | 05     |
| 3.  | Iran       | 3   | 1 | 1 | 1 | 005:200 | +3    | 04     |
| 4.  | Vietnam    | 3   | 0 | 1 | 2 | 001:700 | −6    | 01     |

| 21. September 2018, 16:30 Uhr (10:30 Uhr MESZ) in Kuala Lumpur (Jalil) |   |            |           |
| Iran                                                                   | – | Indonesien | 0:2 (0:1) |
| 21. September 2018, 20:45 Uhr (14:45 Uhr MESZ) in Kuala Lumpur (Arena) |   |            |           |
| Vietnam                                                                | – | Indien     | 0:1 (0:0) |
| 24. September 2018, 16:30 Uhr (10:30 Uhr MESZ) in Kuala Lumpur (Jalil) |   |            |           |
| Indien                                                                 | – | Iran       | 0:0       |
| 24. September 2018, 20:45 Uhr (14:45 Uhr MESZ) in Kuala Lumpur (Jalil) |   |            |           |
| Indonesien                                                             | – | Vietnam    | 1:1 (0:1) |
| 27. September 2018, 20:45 Uhr (14:45 Uhr MESZ) in Kuala Lumpur (Arena) |   |            |           |
| Iran                                                                   | – | Vietnam    | 5:0 (4:0) |
| 27. September 2018, 20:45 Uhr (14:45 Uhr MESZ) in Kuala Lumpur (Jalil) |   |            |           |
| Indien                                                                 | – | Indonesien | 0:0       |

### Gruppe D
| Pl. | Land        | Sp. | S | U | N | Tore    | Diff. | Punkte |
| --- | ----------- | --- | - | - | - | ------- | ----- | ------ |
| 1.  | Südkorea    | 3   | 3 | 0 | 0 | 012:000 | +12   | 09     |
| 2.  | Australien  | 3   | 2 | 0 | 1 | 006:400 | +2    | 06     |
| 3.  | Irak        | 3   | 1 | 0 | 2 | 003:500 | −2    | 03     |
| 4.  | Afghanistan | 3   | 0 | 0 | 3 | 001:130 | −12   | 0      |

| 22. September 2018, 16:30 Uhr (10:30 Uhr MESZ) in Kuala Lumpur (Arena) |   |             |           |
| Irak                                                                   | – | Afghanistan | 2:1 (2:1) |
| 22. September 2018, 20:45 Uhr (14:45 Uhr MESZ) in Petaling Jaya        |   |             |           |
| Südkorea                                                               | – | Australien  | 3:0 (1:0) |
| 25. September 2018, 16:30 Uhr (10:30 Uhr MESZ) in Kuala Lumpur (Arena) |   |             |           |
| Australien                                                             | – | Irak        | 2:1 (0:0) |
| 25. September 2018, 20:45 Uhr (14:45 Uhr MESZ) in Petaling Jaya        |   |             |           |
| Afghanistan                                                            | – | Südkorea    | 0:7 (0:3) |
| 28. September 2018, 16:30 Uhr (10:30 Uhr MESZ) in Kuala Lumpur (Arena) |   |             |           |
| Irak                                                                   | – | Südkorea    | 0:2 (0:1) |
| 28. September 2018, 16:30 Uhr (10:30 Uhr MESZ) in Petaling Jaya        |   |             |           |
| Australien                                                             | – | Afghanistan | 4:0 (3:0) |

## Finalrunde
Im Viertel- und Halbfinale sowie im Finale wurde im K.-o.-System gespielt. Stand es bei den Spielen der Finalrunde nach der regulären Spielzeit von 90 Minuten unentschieden, kam es gleich zum Elfmeterschießen. Eine Verlängerung von zweimal 15 Minuten wurde nicht ausgespielt.

### Spielplan
|  | Viertelfinale | Viertelfinale |               |         | Halbfinale | Halbfinale |  |  | Finale | Finale |
|  |               |               |               |         |            |            |  |  |        |        |
|  | Japan         | 2             |               |         |            |            |  |  |        |        |
|  | Oman          | 1             |               |         |            |            |  |  |        |        |
|  | Oman          | 1             | Japan         | 3       |            |            |  |  |        |        |
|  |               |               | Japan         | 3       |            |            |  |  |        |        |
|  |               | Australien    | 1             |         |            |            |  |  |        |        |
|  | Indonesien    | Australien    | 1             | 2       |            |            |  |  |        |        |
|  | Indonesien    |               |               | 2       |            |            |  |  |        |        |
|  | Australien    | 3             |               |         |            |            |  |  |        |        |
|  |               |               | Japan         | 1       |            |            |  |  |        |        |
|  |               | Tadschikistan | 0             |         |            |            |  |  |        |        |
|  | Nordkorea     | 1 (2)         |               |         |            |            |  |  |        |        |
|  | Tadschikistan | E1 (4)E       |               |         |            |            |  |  |        |        |
|  | Tadschikistan | E1 (4)E       | Tadschikistan | E1 (7)E |            |            |  |  |        |        |
|  |               |               | Tadschikistan | E1 (7)E |            |            |  |  |        |        |
|  |               | Südkorea      | 1 (6)         |         |            |            |  |  |        |        |
|  | Südkorea      | Südkorea      | 1 (6)         | 1       |            |            |  |  |        |        |
|  | Südkorea      |               |               | 1       |            |            |  |  |        |        |
|  | Indien        | 0             |               |         |            |            |  |  |        |        |

E Sieg im Elfmeterschießen

### Viertelfinale
| 30. September 2018, 16:30 Uhr (10:30 Uhr MESZ) in Kuala Lumpur (Jalil) |   |               |                      |
| Japan                                                                  | – | Oman          | 2:1 (1:1)            |
| 30. September 2018, 20:45 Uhr (14:45 Uhr MESZ) in Petaling Jaya        |   |               |                      |
| Nordkorea                                                              | – | Tadschikistan | 1:1 (0:1), 2:4 i. E. |
| 1. Oktober 2018, 16:30 Uhr (10:30 Uhr MESZ) in Kuala Lumpur (Jalil)    |   |               |                      |
| Indonesien                                                             | – | Australien    | 2:3 (1:0)            |
| 1. Oktober 2018, 20:45 Uhr (14:45 Uhr MESZ) in Petaling Jaya           |   |               |                      |
| Südkorea                                                               | – | Indien        | 1:0 (0:0)            |

### Halbfinale
| 4. Oktober 2018, 16:30 Uhr (10:30 Uhr MESZ) in Kuala Lumpur (Jalil) |   |            |                      |
| Japan                                                               | – | Australien | 3:1 (0:1)            |
| 4. Oktober 2018, 20:45 Uhr (14:45 Uhr MESZ) in Petaling Jaya        |   |            |                      |
| Tadschikistan                                                       | – | Südkorea   | 1:1 (1:1), 7:6 i. E. |

### Finale
| Japan                                                                                       | Japan | Tadschikistan | Tadschikistan |
| ------------------------------------------------------------------------------------------- | --- | --- | ------------- |
| Japan                                                                                       | \| Finale \| \| 7. Oktober 2018 um 20:45 Uhr (14:45 Uhr MESZ) in Kuala Lumpur (Nationalstadion Bukit Jalil) \| \| Zuschauer: 352 \| \| Schiedsrichter: Ahmad Ibrahim ( Jordanien) \| \| Spielbericht \|                                                               | \| Finale \| \| 7. Oktober 2018 um 20:45 Uhr (14:45 Uhr MESZ) in Kuala Lumpur (Nationalstadion Bukit Jalil) \| \| Zuschauer: 352 \| \| Schiedsrichter: Ahmad Ibrahim ( Jordanien) \| \| Spielbericht \| | Tadschikistan |
| Japan                                                                                       | Taishi Brandon Nozawa – Kaito Suzuki, Riku Handa , Kōshirō Sumi, Shin’ya Nakano – Asahi Yokokawa, Hikaru Naruoka, Keita Nakano (90.+2' Yūsuke Aoki), Shunsuke Mito (54. Ryuma Nakano) – Jun Nishikawa, Shōji Tōyama (84. Ryōtarō Araki) Cheftrainer: Yoshirō Moriyama | Muhriddin Hassanow – Dschonibek Scharipow, Muchammadrassul Litfullojew, Schachrom Nasarow, Isroil Cholow – Emomali Achmadchon (60. Scharifbek Rachmatow), Nidojor Sabirow, Osodbek Panschijew (66. Schochruch Sangow) – Rustam Soirow, Islom Soirow (82. Sunatullo Ismoilow), Amadonij Kamolow Cheftrainer: Sainiddin Rahimow | Tadschikistan |
| Japan                                                                                       | 1:0 Nishikawa (63.) | | Tadschikistan |
| Japan                                                                                       | Rachmatow (71.), Cholow (90.+1') | | Tadschikistan |
| Finale                                                                                      | | |               |
| 7. Oktober 2018 um 20:45 Uhr (14:45 Uhr MESZ) in Kuala Lumpur (Nationalstadion Bukit Jalil) | | |               |
| Zuschauer: 352                                                                              | | |               |
| Schiedsrichter: Ahmad Ibrahim ( Jordanien)                                                  | | |               |
| Spielbericht                                                                                | | |               |

## Beste Torschützen
Nachfolgend sind die besten Torschützen des Turnieres aufgeführt. Bei gleicher Anzahl an Toren sind die Spieler zunächst nach der Anzahl der Vorlagen und anschließend nach den Spielminuten sortiert.
| Rang | Spieler          | Tore | Vorlagen | Spielminuten |
| ---- | ---------------- | ---- | -------- | ------------ |
| 01   | Luqman Hakim     | 5    | 0        | 140          |
| 02   | Shōji Tōyama     | 5    | 0        | 291          |
| 03   | Noah Botić       | 5    | 0        | 450          |
| 04   | Suphanat Mueanta | 4    | 0        | 270          |
| 05   | Jeong Sang-bin   | 3    | 0        | 246          |
| 06   | Kim Kang-song    | 3    | 0        | 327          |
| 07   | Qusai al-Jaradi  | 3    | 0        | 342          |

Zu diesen besten Torschützen mit mindestens drei Toren kommen 16 weitere mit je zwei Toren und 34 weitere mit je einem Tor. Dazu kommen noch drei Eigentore.

## Schiedsrichter
Beim Turnier kamen die folgenden elf Schiedsrichter aus ebensovielen Ländern zum Einsatz.
Hauptschiedsrichter:
- Ammar Mahfoodh
- Chen Hsin-chuan
- Pranjal Banerjee
- Payam Heidari
- Yūsuke Araki
- Ahmad Ibrahim
- Saoud Ali al-Adba
- Nazmi Nasaruddin
- Shukri al-Hunfush
- Kim Woo-sung
- Omar al-Ali